# Pierre Nourry
Pour les articles homonymes, voir Pierre Nourry (ingénieur) et Nourry.
Pierre Nourry, né le 15 mai 1743 à Lauzach (village de Kerglérec, Morbihan) et mort le 25 juillet 1804 à Vannes (Morbihan), est un prêtre catholique français.
Traducteur de la Bible en langue bretonne et curé de Bignan, il passe plusieurs années en exil en Espagne avant de revenir comme curé à Vannes.

## Biographie
Fils de petits paysans, les capacités intellectuelles de Pierre Nourry lui permirent de suivre des études au collège des jésuites de Vannes.
Il est ordonné prêtre catholique en 1767 à La Chapelle-Neuve, et nommé recteur de la paroisse de Bignan. Nommé recteur de Bignan, il s'intéresse alors à l'architecture et à la poésie bretonne. Il entreprend la construction de l'église de Bignan.
Prêtre réfractaire, il est contraint à l'exil par la Révolution française et passe plusieurs années en Espagne et au Portugal. De retour en France en 1802, il est nommé curé de Saint-Pierre de Vannes. Mort à Vannes le 25 juillet 1804, il est inhumé à Bignan.
Pierre Nourry a traduit la Bible en breton (Vannetais). Il est l'auteur de textes sur la religion, de textes insérés dans le Barzaz Breiz et de cantiques dont le plus connu est Pe trouz ar en douar, il a également écrit des chansons sur feuilles volantes pendant son exil au Portugal : Cannen.

## Hommages
En Bretagne, au moins quatre rues portent son nom.